# Puerto Real
Puerto Real (Provinz Cádiz) ist eine Stadt in Andalusien (Spanien), die im Südosten der Bucht von Cádiz liegt. Mit der Provinzhauptstadt Cádiz ist sie seit 1965 durch die Brücke León de Carranza und seit 2015 durch die Puente de la Constitución de 1812 bzw. durch die über sie führenden Straßen CA-35 und CA-36 direkt verbunden.

## Geschichte
Die Ausgrabungen von El Retamar lassen auf eine prähistorische Ansiedlung aus der Jungsteinzeit schließen und jene von Puente Melchor, El Gallinero und Villanueva werden der Romanisierung zugeordnet. Aus muslimischer Zeit sind nur wenige Bezüge vorhanden und erst Ende des 15. Jahrhunderts, als die Bucht von Cádiz nach der Reconquista wieder von Christen besiedelt wird, beginnt die eigentliche Geschichte von Puerto Real: Der Ort wurde am 18. Juni 1483 auf Anordnung der Katholischen Könige gegründet. Er wurde als „königlicher Hafen“ angelegt, wie es der Name schon andeutet, denn die spanische Krone brauchte einen ausgebauten Zugang zum Meer.
Im 16. Jahrhundert wurde das schachbrettartige Stadtbild angelegt, das heute noch so sichtbar ist. 1676 wurde die Stadt von der Krone unabhängig und ein wirtschaftlicher Aufschwung setzt ein, der bis Ende des 18. Jahrhunderts anhält. Zeichen dafür sind heute noch im Stadtbild sichtbar: viele Häuser sind mit Barockportalen geschmückt. Im 20. Jahrhundert wurde am Rande der Stadt eine Schiffswerft angelegt. Der moderne Neubau der naturwissenschaftlichen Fakultät der Universität Cádiz liegt ebenfalls am Stadtrand.

## Sehenswürdigkeiten
- historisches Stadtbild

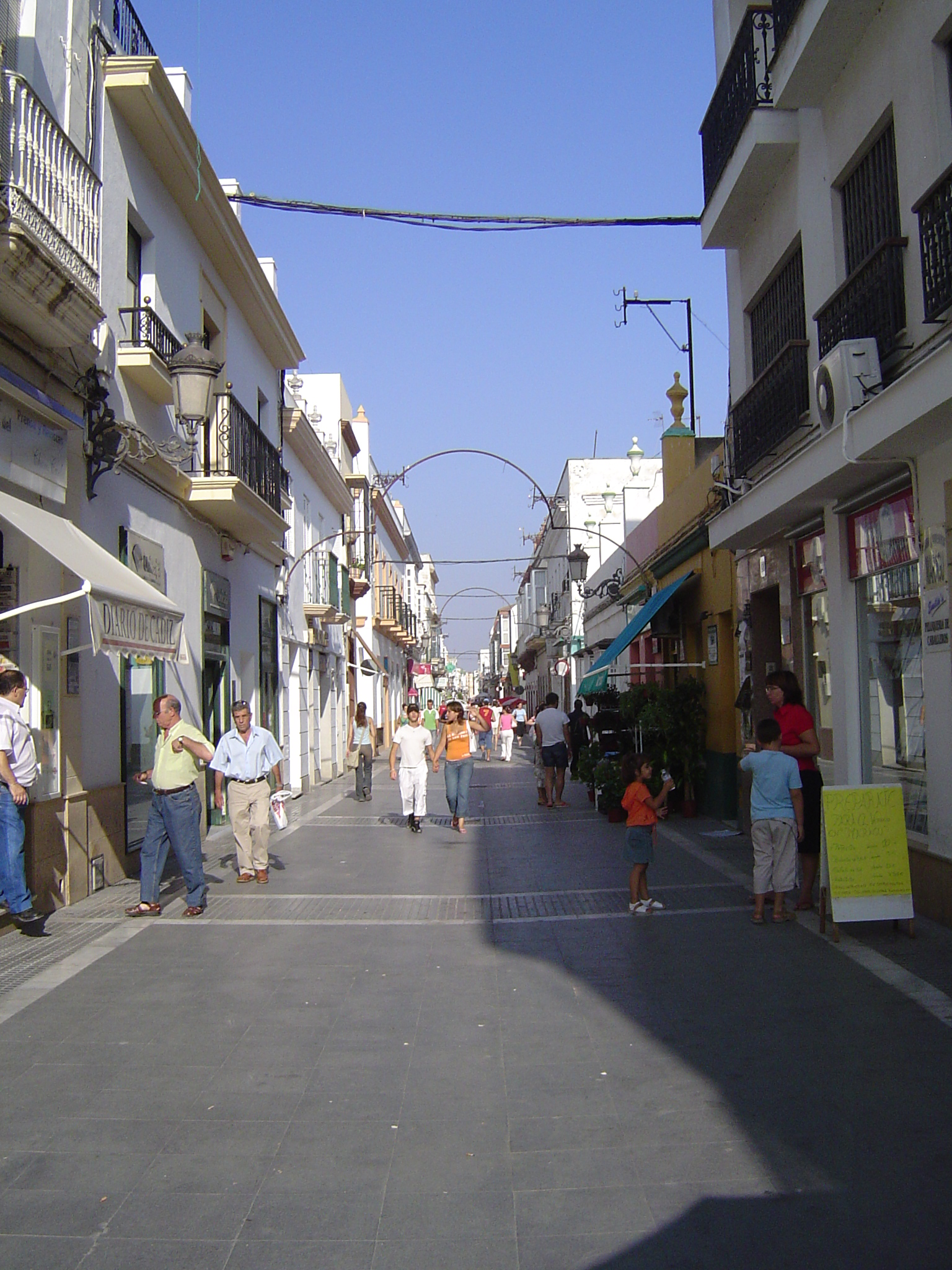
Straße in Puerto Real

- Kirche San Sebastián (aus dem 18. Jahrhundert)
- Teatro Principal (Theaterbau aus dem 19. Jahrhundert)
- Pinienhain Las Canteras
- Reserva Natural Complejo Endorreico de Puerto Real

## Persönlichkeiten
- Francisco Fernández Rodríguez (* 1944), Fußballspieler